# Безоцци, Джоаккино
Джоаккино Безоцци (итал. Gioacchino Besozzi; 23 декабря 1679, Милан, Миланское герцогство — 18 июня 1755, Тиволи, Папская область) — итальянский куриальный кардинал, цистерцианец. Великий пенитенциарий с 25 марта 1747 по 18 июня 1755. Кардинал-священник с 9 сентября 1743, с титулом церкви Сан-Панкрацио-фуори-ле-Мура с 23 сентября 1743 по 7 декабря 1744. Кардинал-священник с титулом церкви Санта-Кроче-ин-Джерусалемме с 7 декабря 1744.